# Phenothrin
Phenothrin, hay còn gọi là sumithrin và d-phenothrin, là một hợp chất pyrethroid tổng hợp dùng để diệt bọ chét và ve. Nó cũng đã được sử dụng để diệt chấy ở người. Phenothrin được sử dụng như một thành phần của thuốc trừ sâu dạng xịt dùng trong gia đình. Nó thường được sử dụng với methopren, một hoocmon điều hòa sinh trưởng côn trùng làm gián đoạn vòng đời của chúng bằng cách giết chết trứng của chúng.

## Các tác dụng
Phenothrin chủ yếu được sử dụng để diệt bọ chét và ve. Nó cũng được sử dụng để diệt chấy ở người, nhưng các nghiên cứu được thực hiện ở Paris và Vương quốc Anh đã cho thấy khả năng kháng phenothrin trên diện rộng.
Nó cực kỳ độc đối với loài ong. Một nghiên cứu của Cơ quan Bảo vệ Môi trường Hoa Kỳ (EPA) cho thấy chỉ 0,07 microgram là đủ để giết ong mật. Nó cũng cực kỳ độc đối với đời sống thủy sinh. Một nghiên cứu đã cho thấy rằng nồng độ 0,03 ppb có thể giết chết tôm bí. Nó làm tăng nguy cơ ung thư gan ở chuột cống và chuột thường nếu chúng tiếp xúc lâu dài. Nó có khả năng tiêu diệt muỗi, mặc dù vẫn là chất độc đối với chó và mèo, với các trường hợp co giật và tử vong được báo cáo do ngộ độc. Thiếu dữ liệu cụ thể về nồng độ hoặc mức độ phơi nhiễm.
Phenothrin đã được phát hiện có đặc tính kháng androgen, và là nguyên nhân gây ra bệnh về nữ hóa tuyến vú khi tiếp xúc với môi trường bị cô lập.
EPA chưa đánh giá tác dụng của nó đối với bệnh ung thư ở người. Tuy nhiên, một nghiên cứu được thực hiện bởi Trường Y Mount Sinai đã liên kết sumithrin với bệnh ung thư vú, liên kết được tạo ra bởi tác dụng của nó trong việc biểu hiện sự tăng sinh mô tuyến vú.

## Hành động của EPA
Năm 2005, EPA Hoa Kỳ đã hủy bỏ quyền sử dụng phenothrin trong một số sản phẩm diệt bọ chét và ve, theo yêu cầu của nhà sản xuất Hartz Mountain Industries. Các sản phẩm này có liên quan đến một loạt các phản ứng phụ, bao gồm rụng lông, tiết nước bọt, co giật và nhiều ca tử vong ở mèo và mèo con. Trước mắt, thỏa thuận yêu cầu dán nhãn cảnh báo mới trên các sản phẩm.
Kể từ ngày 31 tháng 3 năm 2006, việc bán và phân phối các sản phẩm diệt bọ chét và ve có chứa phenothrin của Hartz cho mèo đã bị chấm dứt. Tuy nhiên, lệnh hủy bỏ sản phẩm của EPA đã không áp dụng cho các sản phẩm bọ chét và ve của Hartz dành cho chó, và Hartz vẫn tiếp tục sản xuất nhiều sản phẩm trị bọ chét và ve dành cho chó của mình.